# Wilhelm IV. (Oranien)

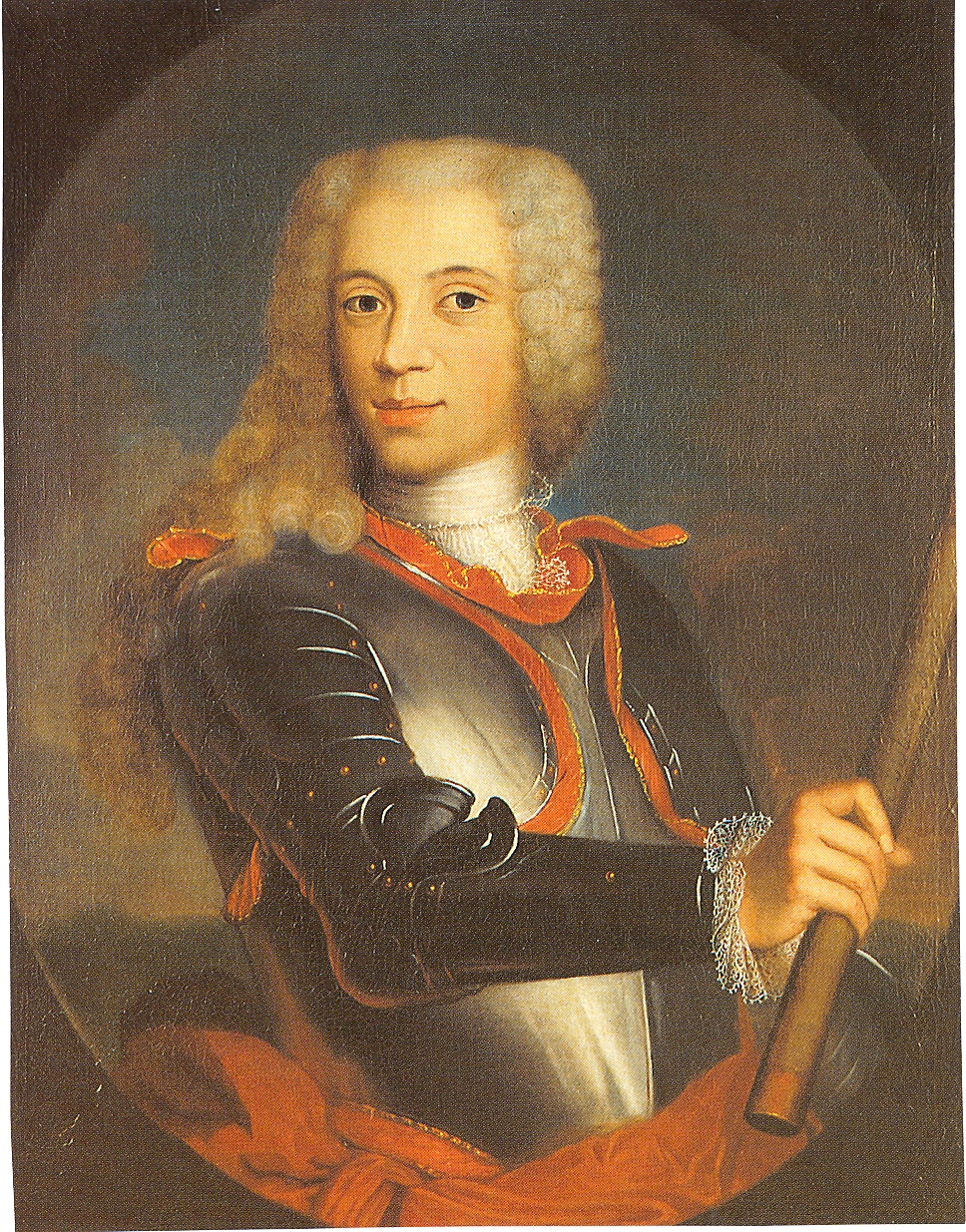
Wilhelm IV. Prinz von Oranien-Nassau-Dietz

Wilhelm Carl Heinrich Friso (* 1. September 1711 in Leeuwarden; † 22. Oktober 1751 in Huis ten Bosch), Prinz von Oranien, war als Wilhelm IV. Titularfürst von Oranien und regierender Fürst von Nassau-Dietz, später auch von Nassau-Hadamar, Nassau-Siegen und Nassau-Dillenburg.
In den Jahren 1747 bis 1751 war er Erbstatthalter der Vereinigten Provinzen der Niederlande.

## Dynastische Stellung als Erbe
Er war der Sohn von Johann Wilhelm Friso, Fürst von Nassau-Dietz und Erbstatthalter von Friesland, und dessen Gattin Marie Luise von Hessen-Kassel. Sein Vater war sieben Wochen vor der Geburt des Sohnes bei einer Bootsüberfahrt ertrunken. Der Neugeborene war daher bereits dessen Erbe in Friesland und im Fürstentum Nassau-Dietz.
Über seinen Vater hatte er ebenso Erbansprüche auf die kontinentalen Titel und Ländereien des 1702 verstorbenen englisch-schottischen Königs und niederländischen Statthalters Wilhelm III. von Oranien, insbesondere auf das souveräne Fürstentum Orange (um die Stadt Orange in Südfrankreich) sowie auf den ausgedehnten Landbesitz des Hauses Nassau-Oranien in den Niederlanden, darunter den Stammsitz Schloss Breda. Denn Wilhelm III. hatte als Letzter der oranischen Linie des Hauses Nassau Johann Wilhelm Friso, seinen entfernten Neffen aus der Nassau-Diezer Linie, als testamentarischen Alleinerben eingesetzt. Dieser hatte jedoch vor seinem Tod das Erbe – mitten im Spanischen Erbfolgekrieg – nicht mehr antreten können. Auch hatte Ludwig XIV. von Frankreich das südfranzösische Fürstentum, das offiziell zum Heiligen Römischen Reich gehörte, kurzerhand besetzt.

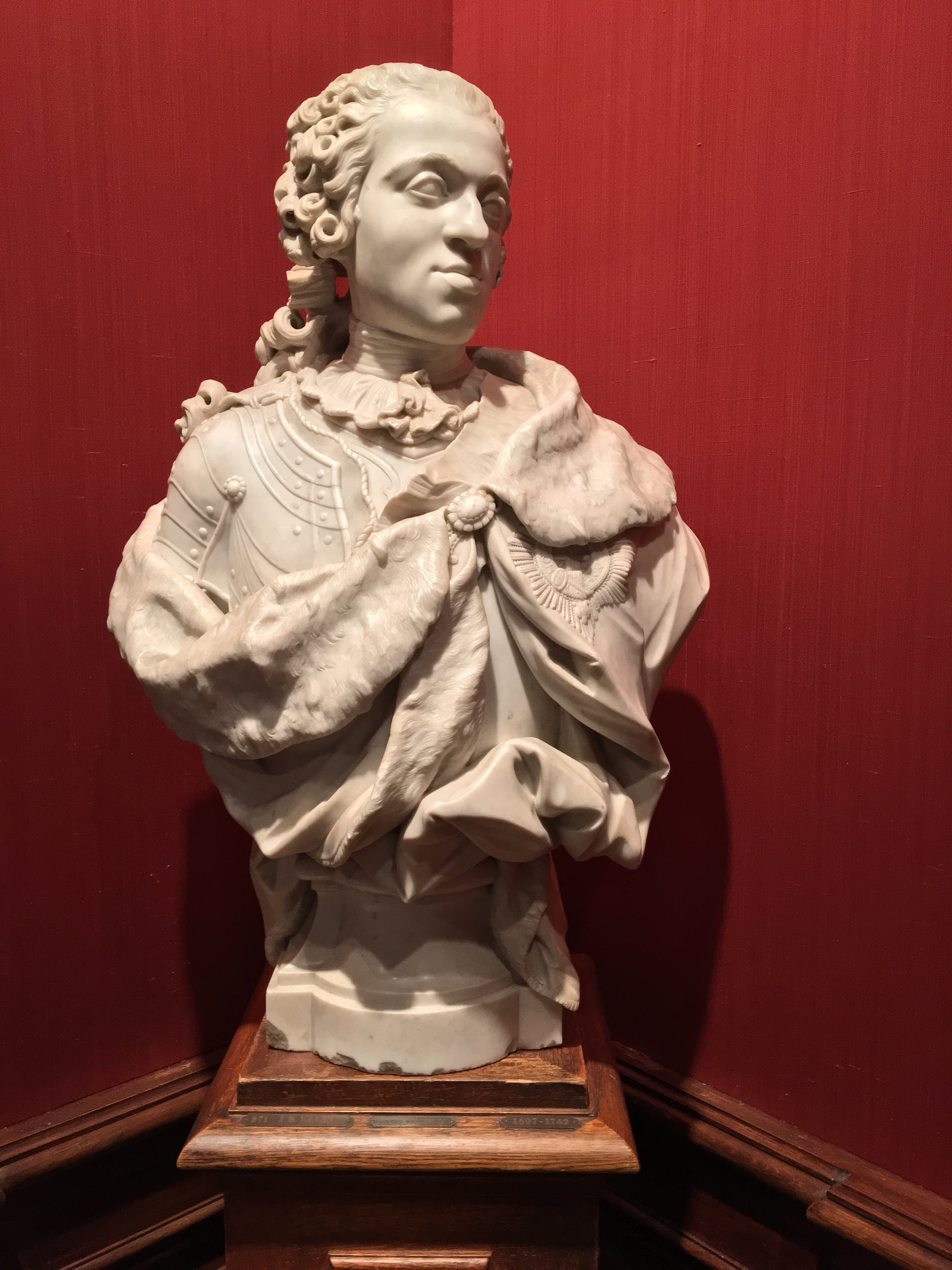
Büste Wilhelms IV. (von Jan Baptist Xavery, 1733)

Schon 1702 waren die väterlichen Erbansprüche zudem von Friedrich I. von Preußen und Fürst Wilhelm Hyacinth von Nassau-Siegen angefochten worden, die selbst Ansprüche auf den Nachlass des letzten Oraniers erhoben. Erst der Frieden von Utrecht 1713 schuf eine Regelung: Das Fürstentum Oranien fiel an Frankreich; Wilhelm wurde lediglich der Titel eines Fürsten von Oranien (französisch: Prince d'Orange) zuerkannt, was ihm wegen dessen Prestige in den Niederlanden wichtig war. Er nannte sich fortan Fürst von Oranien-Nassau und dementsprechend sein Fürstentum Nassau-Dietz nunmehr „Fürstentum Oranien-Nassau“. Preußen erhielt das Oberquartier des Herzogtums Geldern (bis auf Österreichisch Geldern); auch das niederländische Privatvermögen der erloschenen Oranier-Stammlinie fiel zum Großteil an den preußischen König, da dieser näher mit den Oraniern verwandt war als die Fürsten von Nassau-Dietz.
1711 fiel ein Drittel-Anteil an der Grafschaft Nassau-Hadamar an die Dietzer Linie und damit an Wilhelm. Als 1734 mit Friedrich Wilhelm II. auch die reformierte Linie Nassau-Siegen ausstarb, erbte Wilhelm ferner deren Zwei-Drittel-Anteil am Fürstentum Nassau-Siegen. 1739 erbte er dazu noch Nassau-Dillenburg. Und als 1743 mit Wilhelm Hyacinth, dem Rivalen um die oranische Erbschaft, auch der katholische Zweig Nassau-Siegen ausstarb, erbte Wilhelm dessen Anteile an Siegen und Hadamar, die nunmehr ebenfalls ganz ihm gehörten. Er vereinigte die deutschen Besitzungen nun zum „Fürstentum Oranien-Nassau“ und führte als erster den Titel eines Fürsten von Oranien und Nassau. Die Stammlande verwaltete er durch ein deutsches Kabinett. Seit 1742 existierte eine Zentralverwaltung in Dillenburg. Da er auch erhebliche Teile des niederländischen Besitzes der Oranier übernommen hatte, vereinte er in seiner Hand alle Besitzungen der ottonischen Linie des Hauses Nassau im Reich und in der niederländischen Republik.
Von 1747 bis 1751 wurde er dann auch zum Statthalter der Republik der Sieben Vereinigten Provinzen gewählt, nachdem seit dem Tode Wilhelms III. das Amt vakant geblieben war.

## Aufstieg zum Statthalter

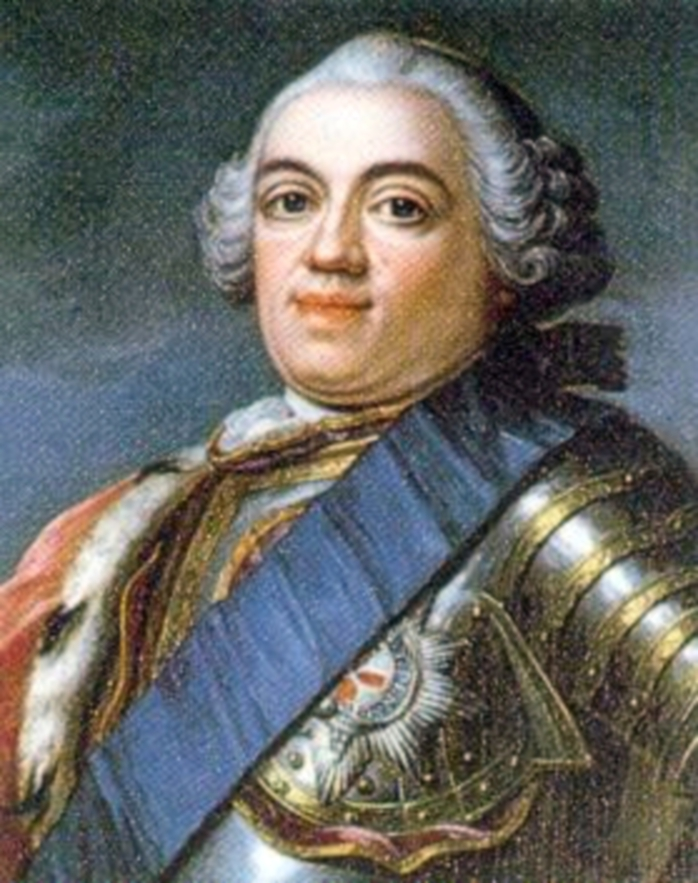
Wilhelm IV. von Nassau-Oranien

Sein Aufstieg vom Privatmann (und ausländischen Fürsten) zum Statthalter der Sieben Vereinigten Provinzen war steinig. Nur in der Provinz Friesland hatte er die Stellung des Statthalters (des obersten Staatsbeamten) geerbt; hier gab es vor allem Probleme mit Freibeutern an der Küste. Doch konnten traditionell die Prinzen von Oranien mithilfe ihrer Unterstützer, der Orangisten, zumeist die Statthalterschaft mehrerer Provinzen auf sich vereinen. Dadurch konnten sie überragenden Einfluss auf die Politik der Republik gewinnen, wozu auch der Nimbus des Freiheitskämpfers Wilhelm von Oranien erheblich beitrug. Doch der frühe Tod des Vaters hatte verhindert, dass dieser den geplanten Aufstieg zur Statthalterschaft nehmen konnte; während der Kindheit Wilhelms hatte sich das Land an eine Existenz ohne Statthalter an der Staatsspitze gewöhnt. Dennoch gab es noch genug Orangisten.
In der Provinz Gelderland wurde er am 2. November 1722 zum Statthalter ernannt, was aber erst 1728 in Kraft trat, als er volljährig wurde. Dort bekam er allerdings bis 1750 nur den Titel und das Salär. Für seine Amtsantritte in weiteren Provinzen werden in den Quellen teils unterschiedliche Daten genannt. Spätestens ab 1731 stand er aber auch an der Spitze von Groningen und Drenthe. 1726 wurde ihm von den nicht-oranisch gesinnten Provinzen ein Sitz im Staatsrat (Raad van State) verweigert. Der Empfang des Prinzen drei Jahre später in Den Haag war ausgesprochen kühl.
Bereits 1721 war von einer Heirat mit der englischen Prinzessin Anna von Hannover die Rede. Eine wichtige Rolle dürfte der englische Botschafter William Cadogan, 1. Earl Cadogan gespielt haben. Die Verhandlungen dauerten allerdings zwölf Jahre, da sowohl englische als auch preußische Diplomaten und Anwälte darum bemüht waren, ihren jeweiligen Monarchen den begehrten Titel „Prinz von Oranien“ mit allen damit verbundenen Bezügen und Besitztümern zu verschaffen. Das Testament zugunsten der Dietzer Fürsten fand keine allgemeine Akzeptanz. Erst ein als Traité de partage bekannter Geheimvertrag sorgte für Rechtssicherheit und ließ das Prestige des jungen Prinzen erheblich steigen – und damit auch seinen Wert auf dem Heiratsmarkt. Allerdings hatte er auf die meisten privaten Besitztümer Wilhelms III. zugunsten des preußischen Königs verzichten müssen, dazu auf die Grafschaft Lingen und die Grafschaft Moers. 1732 verkaufte ihm aber der Soldatenkönig, Friedrich Wilhelm I., unter anderem die Schlösser Huis ten Bosch und Het Loo. Er besaß damit nun einen Palast in Den Haag und einen auf dem Lande, die dem Rang eines Monarchen gerecht wurden, was angesichts seiner dynastischen Ambitionen wichtig war. Er ließ das Huis ten Bosch 1734–37 restaurieren und mit zwei großen Seitenflügeln nach einem Entwurf von Daniel Marot erweitern.
Am 25. März 1734 heirateten Wilhelm und Anna in der Chapel Royal des Londoner St James’s Palace. Aus diesem Anlass komponierte Georg Friedrich Händel, welcher Anna und ihren jüngeren Schwestern Cembalo- und Musikunterricht erteilt hatte und sie als seine beste Schülerin betrachtete, seine Serenata Il Parnasso in Festa (HWV 73) mit Stimmen aus Athalia (HWV 52), ferner die Hymne This is the day the Lord has made (HWV 262) zu einem Text von Prinzessin Anna (nach zwei Psalmen). Die Universität Oxford verlieh Wilhelm die Ehrendoktorwürde.
In der traditionell anti-oranisch gesinnten Stadt Amsterdam wurde das Paar am 8. Mai 1734 vom Bürgermeister Lieve Geelvinck so wenig begeistert empfangen, dass es sich nach einer halben Stunde entschied, nach Leeuwarden weiterzureisen.

## Statthalterschaft

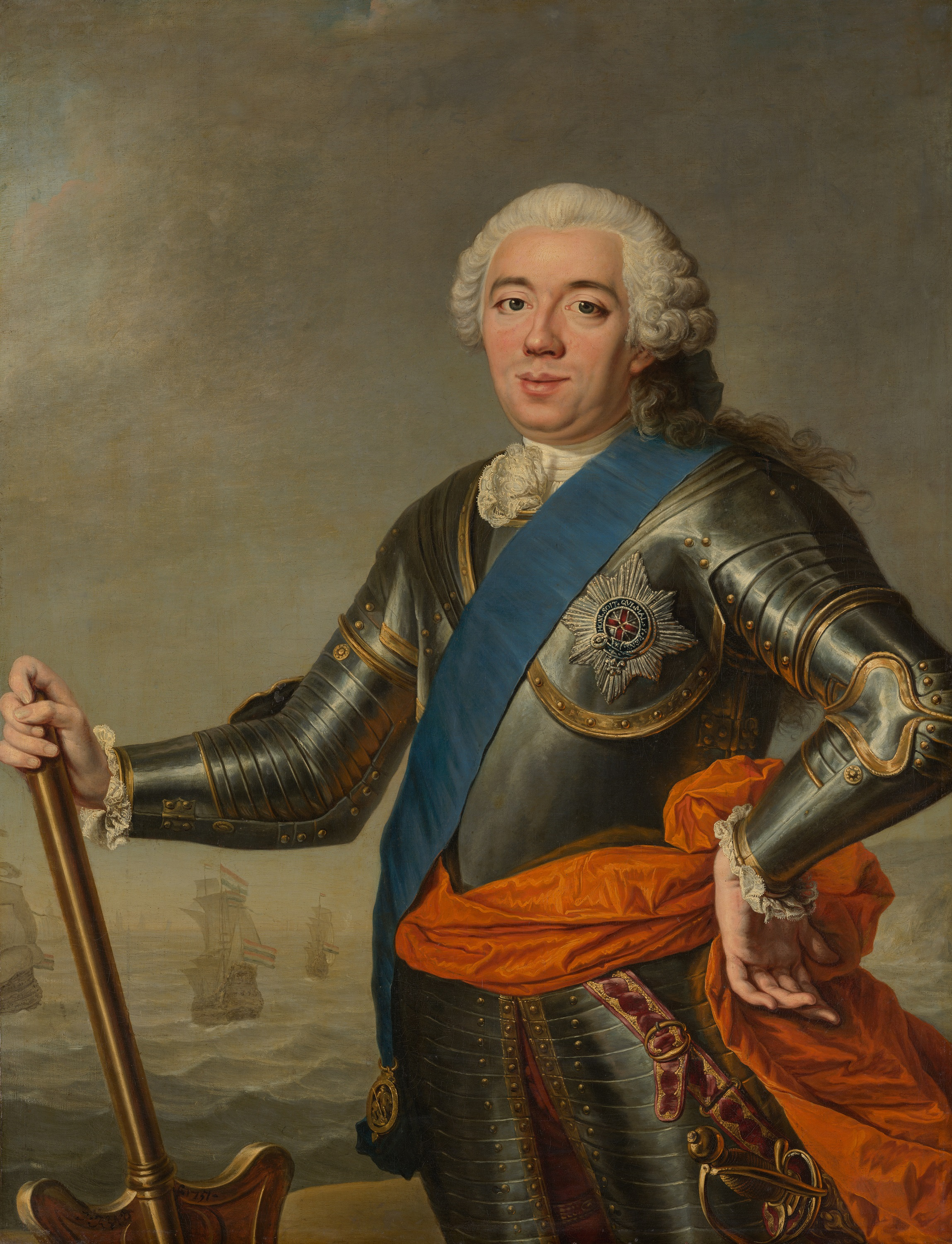
Wilhelm IV. (von Aved), 1751

1740 war der Österreichische Erbfolgekrieg ausgebrochen, in dem sich Österreich und Frankreich gegenüberstanden. Die Republik stellte sich 1747 auf die Seite Österreichs, um eine Pufferzone zwischen sich und Frankreich aufrechtzuerhalten, woraufhin französische Truppen in die südlichen Niederlande einmarschierten. In wenigen Wochen eroberten die Truppen Ludwigs XV. dort die meisten Städte, in denen die Republik im Rahmen des Barrieretraktats Truppen stationiert hatte, sowie die wichtigsten Orte in Zeeuws Vlaanderen. In Panik wurde der Prinz am 2. Mai 1747 zum Generalkapitän, Generaladmiral der Republik und Statthalter aller sieben Provinzen ernannt. Wilhelm konnte sich aber mit den Generalstaaten nicht über seine Befugnisse einigen. Sie legten ihm eine Anweisung vor, die der Utrechter Union entsprach, doch bestand Wilhelm darauf, dieselben Befugnisse zu erhalten wie der letzte Statthalter Wilhelm III.
Am 11. Mai 1747 hielt er seinen Einzug in Amsterdam – diesmal anders als beim vorigen Mal. Nicht nur die Bürgermeister, sondern auch alle Pfarrer waren zur Begrüßung anwesend, sämtliche Bewohner trugen orange Schärpen oder Kleidungsstücke und wer sich weigerte, riskierte, in einen Kanal geworfen zu werden. Sogar Pferde und Ochsen auf dem Weg zum Metzger wurden damit geschmückt. Im November desselben Jahres wurde er zum Erbstatthalter der Republik erhoben, wobei auch die Nachfolge in weiblicher Linie geregelt wurde, da Wilhelm zu diesem Zeitpunkt nur eine Tochter hatte. Damit endete die zweite „statthalterlose Ära“. (Die erste war der Wahl Wilhelm III. vorausgegangen.) Sein Hauptunterstützer in den Jahren 1747–48 war der Amsterdamer Porzellanhändler Daniel Raap (1703–1754), der insbesondere die Korruption der Regenten von Amsterdam anprangerte und die orangistisch gesinnte Bevölkerung mobilisierte. Im selben Jahr zog Prinz Wilhelm IV. mit seiner Familie und einem Teil seines Haushalts in das Schloss Huis ten Bosch in Den Haag, von wo aus die Vereinigten Niederlande regiert wurden.
1748 kam es zu einem Bauernaufstand, Pächtersaufruhr genannt, dessen Ursache die Unzufriedenheit der ländlichen Bevölkerung mit den Zuständen in den feudalen Grundherrschaften war, die dem Landadel und den Patriziern gehörten. Gerade die patrizischen Regenten der reichen Handelsstädte an der Küste waren traditionell Gegner der Oranier und ihrer Beteiligung an der Regierung. In vielen Städten ließ Wilhelm nun – beraten von Raap – Bürgermeister und Stadträte ersetzen, denn nach dem neuen Regierungsreglement hatte der Erbstatthalter mehr Einfluss auf deren Ernennung. Viele abgesetzte Ratsmitglieder erlangten jedoch schließlich ihre Sitze zurück, was die Popularität des Statthalters merklich sinken ließ. Dies geschah vor allem unter dem Einfluss seiner Berater Graf Wilhelm Bentinck und Mattheus Lestevenon. Auch schwächelte infolge des Krieges die Wirtschaft. Ein Versuch, den Handel durch die Errichtung eines Freihafens anzukurbeln, scheiterte am Widerstand der Admiralitätskollegien. Einflussreich waren der Bankier Thomas Hope und der Ökonom, Politiker und Geschäftsmann Isaac de Pinto, denen Wilhelm führende Positionen in der Niederländischen Ostindien-Kompanie und der Niederländischen Westindien-Kompanie bestätigte, an denen sie beteiligt waren.
Als sich sein Gesundheitszustand 1751 verschlechterte, setzte er die Ernennung des kaiserlichen Generalfeldmarschalls Ludwig Ernst von Braunschweig-Wolfenbüttel zum Generalkapitän der Niederlande durch und übertrug seiner Frau die Regierungsgeschäfte. Nachdem er eine Kur in Aachen gemacht hatte, starb er am 22. Oktober 1751 in Den Haag. Er wurde in der Gruft der Oranier in der Nieuwe Kerk in Delft beigesetzt.
Fürstin Anna führte bis zu ihrem Tod 1759 die Regentschaft für ihren minderjährigen Sohn Wilhelm V. von Oranien, der als Erbstatthalter nachfolgte. Herzog Ludwig Ernst blieb bis 1766 als Generalkapitän im Amt und führte nach dem Tod der Fürstin bis 1766 als Vormund für den jungen Prinzen die niederländischen Staatsgeschäfte. Anschließend blieb er weiterhin Geheimrat und zog die Fäden für den unerfahrenen und unschlüssigen Prinzen. Die Mutter Wilhelms IV., Marie Luise von Hessen-Kassel, übernahm bis 1765 die Statthalterschaft in Friesland, die seit Generationen vom Haus Nassau-Dietz ausgeübt wurde.

## Privates

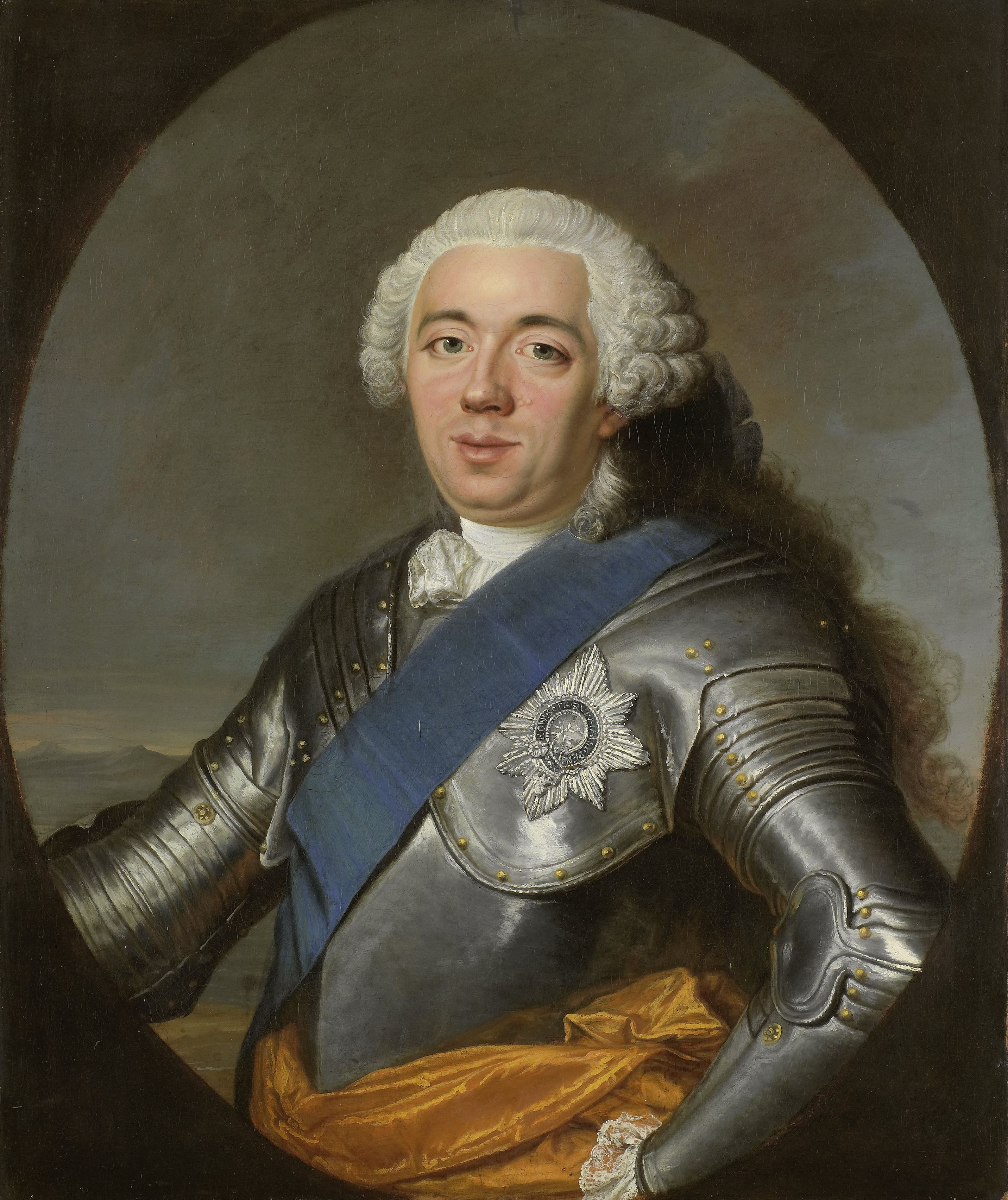
Wilhelm IV.

Ein Sturz vom Pferd im Park der Sommerresidenz Palais Soestdijk kostete ihn 1717 fast das Leben. Er trug eine deformierte Wirbelsäule davon, deren Komplikationen später zu seinem Tod führten sollten. Wilhelm IV. erhielt mehr als die übliche Erziehung von Jungen seines Standes. Er studierte an der Universität Franeker und der Universität Utrecht und sprach mehrere Sprachen, darunter Friesisch. Er interessierte sich für Geschichte und hoffte, auch aus Fehlern seiner Vorfahren zu lernen, wie er seinem Professor sagte.
In England wurde er Freimaurer. Nach seiner Rückkehr in die Republik wurden auch Logen in Den Haag und Leeuwarden gegründet.
Nach ihm ist Orange County in  Virginia benannt.

## Nachkommen
Wilhelm IV. heiratete 1734 Anna von England (1709–1759), Tochter von Georg II., König von Großbritannien aus dem Haus Hannover.

Wappen Wilhelms IV. mit englischem Hosenbandorden

- namenlos (männlich) (* Dezember 1734; † Dezember 1734), Prinz von Oranien-Nassau
- namenlos (weiblich) (*/† 19. Dezember 1735 – Totgeburt)
- namenlos (weiblich) (* 22. Dezember 1739; † 26. Dezember 1739), beerdigt wurde sie in der Gruft der Jacobijnerkerk in Leeuwarden
- Karoline (* 1743; † 1787), Prinzessin von Oranien-Nassau und Regentin des Statthalters von Friesland von 1765 bis 1766, ⚭ 1760 Karl Christian von Nassau-Weilburg (1735–1788),
- Anna Maria (15. November 1746 – 29. Dezember 1746), Prinzessin von Oranien-Nassau. Getauft wurde sie am 27. November 1746 in Leeuwarden.
- Wilhelm V. (1748–1806)